# Madame Solario (film)
Pour les articles homonymes, voir Madame Solario et Solario.
Pour plus de détails, voir Fiche technique et Distribution.
Madame Solario est un film français réalisé par René Féret, sorti en 2012.

## Synopsis
Sur les bords du lac de Côme, en 1906, une jeune veuve mystérieuse, « Madame Solario », intrigue le microcosme aristocratique et oisif partageant le même hôtel de luxe. Puis survient de l'étranger son frère, Eugène Harden et, avec lui, un passé trouble qui renforce les curiosités. Le frère et la sœur sont jeunes et beaux, et ils vont rapidement attirer ce petit monde dans leur séduction non exempte d'ambiguïté et de perversité : jusqu'à un dénouement fatal ?

## Fiche technique
- Réalisation : René Féret
- Scénario : René Féret, d'après le roman éponyme de Gladys Huntington
- Décors : Veronica Fruhbrodt
- Costume : Dorothée Guiraud
- Photo : Benjamin Echazarreta
- Montage : Fabienne Féret
- Musique : Patrick Dechorgnat
- Production : Les Films Alyne
- Coproduction : Nord-Ouest Films
- Producteur : René Féret et Fabienne Féret
- Distribution : JML Distribution
- Pays :  France
- Langue originale : français
- Durée : 93 minutes (1 h 33 min)
- Date de sortie : 22 août 2012  France

## Distribution
- Marie Féret : Natalia Solario (Ellen « Nelly » Harden)
- Cyril Descours : Eugène Harden
- Harry Lister Smith : Bernard Midelton
- Salomé Stévenin : Missy Vlamink
- Andrei Zayats : Kovanski
- Lisa Féret : Martha Leroy
- Christophe Rossignon : le marquis Griset de Florel
- Arianna Pollini : la Marquise
- Mona Heftre : la mère de Missy
- Marc Barbé : le médecin à l'hôtel Bellevue
- Scott Thrun : le colonel Ross
- Chrystel Seyvecou : Mrs. Ross
- Frédéric Attard : le directeur de l'hôtel de Lausanne
- Régis Simon : le pianiste
- Mickaël Caffier : le concierge de l'hôtel
- David Moreau : le groom de l'hôtel de Lausanne
- Camilla De Marchi : la grand-mère de Martha
- Frédéric Hulne : le domestique de Kovanski
- Lorenzo Gnozzi : le groom de l'hôtel Bellevue
- Claude Mercier : le centenaire
- Léone Féret : la petite fille du train

## Autour du film
- Un mystère a longtemps plané sur l'identité de l'auteur du roman éponyme à l'origine du film, publié anonymement. En fait, il s'agit du récit fortement autobiographique de Gladys Huntington, une américaine née à Philadelphie le 13 décembre 1887 dans une famille prospère et attachée aux valeurs des quakers.
- Il s'agit du deuxième film « en costume » consécutif de René Féret, toujours avec sa fille Marie dans le rôle-titre, deux ans après Nannerl, la sœur de Mozart, dans lequel Marc Barbé, qui tient ici le petit rôle du médecin, interprétait Léopold Mozart, le père de Nannerl et de Wolfgang.
- C'est Christophe Rossignon, coproducteur du film et interprète de Griset de Florel, qui a poussé le réalisateur à choisir, à nouveau, sa fille pour tenir le rôle principal, celui de Madame Solario[1].